# Preikestolen

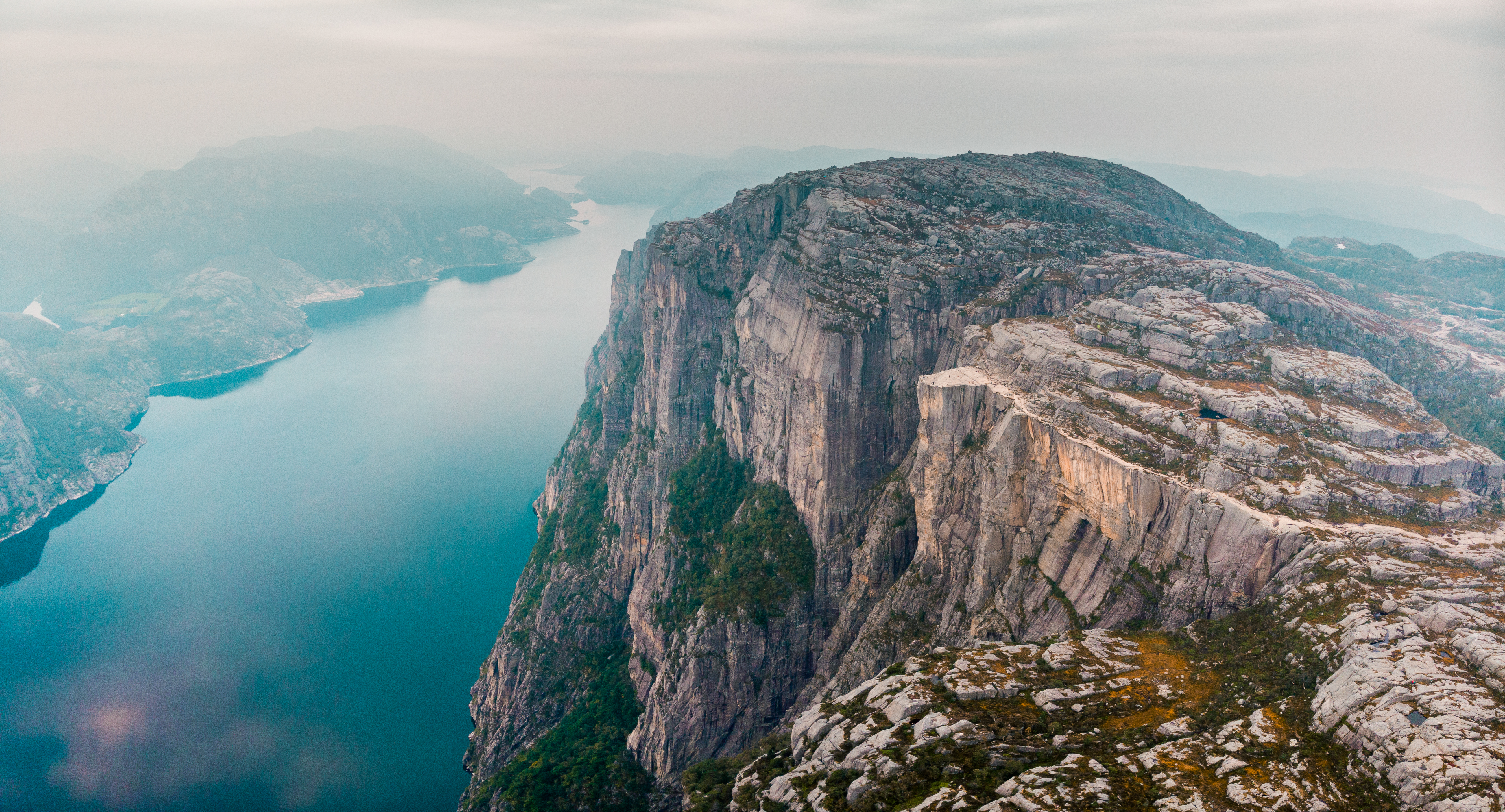
Preikestolen.

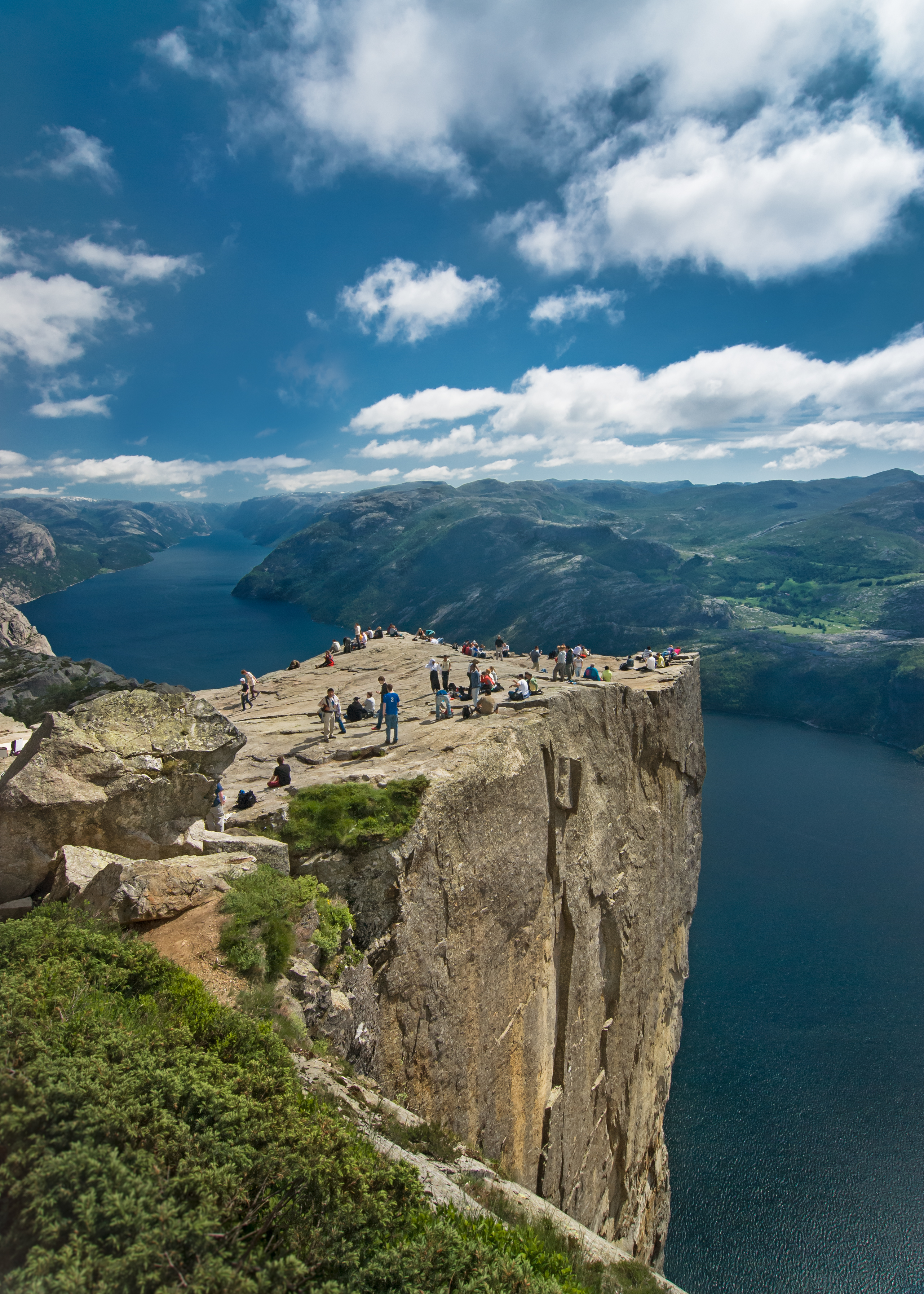
Uma vista do Preikestolen e do Fiorde de Lyse.

Preikestolen (nynorsk) ou Prekestolen (bokmål) (em português significa "Púlpito do Pregador" ou "Púlpito de Rocha") é uma falésia de 604 metros de desnível que se ergue sobre o Fiorde de Lyse, em frente ao platô Kjerag, em Forsand, Noruega. O topo da falésia é de aproximadamente 25 por 25 metros, quadrado e quase plano.
É uma grande atração turística da Noruega. Durante os quatro meses do verão de 2006 cerca de 95000 pessoas percorreram os 3,8 km de caminhada até ao Preikestolen, fazendo dele uma das atrações turísticas mais visitadas do país.
Em outubro de 2013, registou-se a primeira morte de um turista no local